# Zakaznik

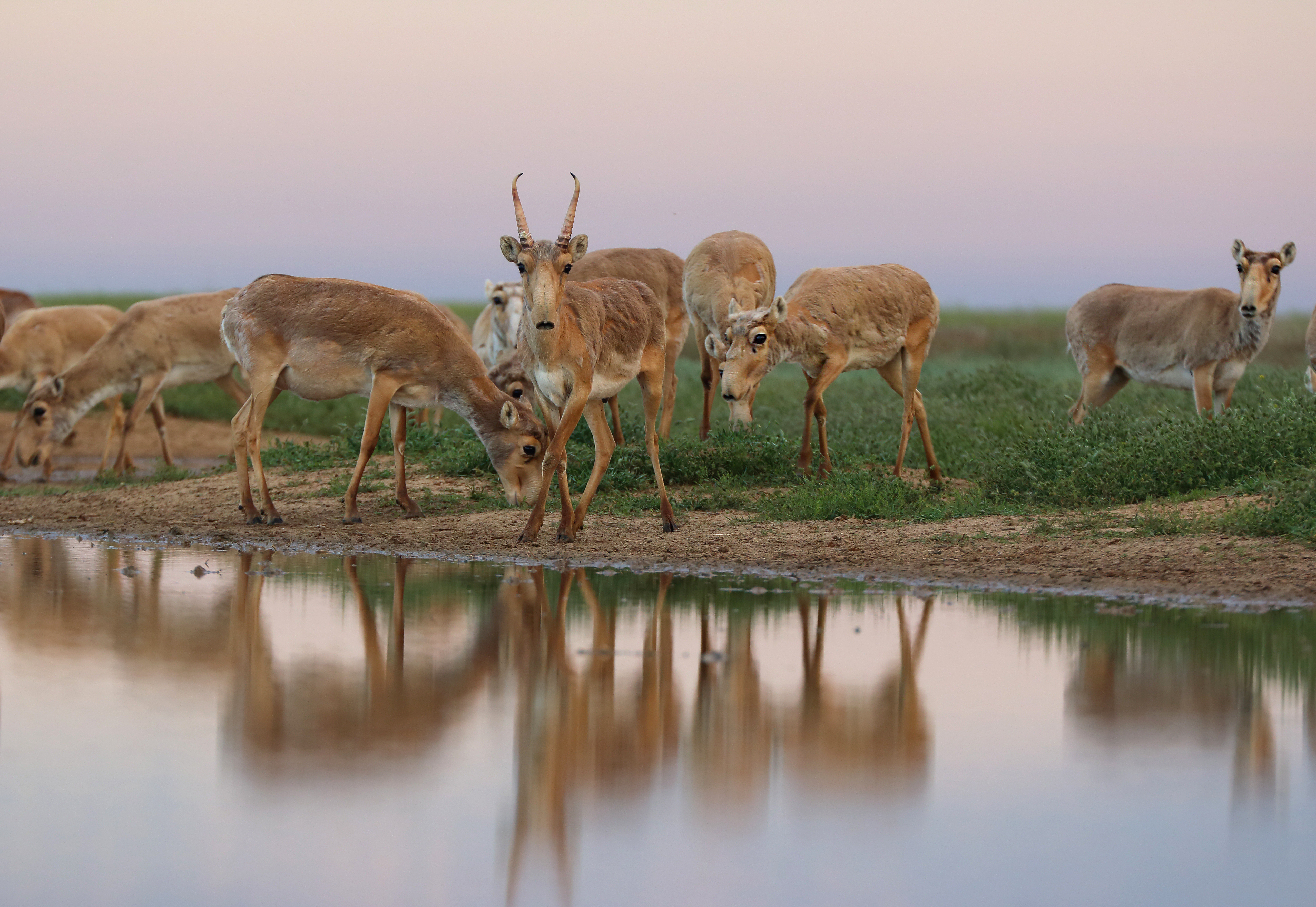
Antilopes saïga près d'un puits artésien dans un zakaznik, le Sanctuaire naturel d'État de Stepnoi (Russie).

Un zakaznik (en russe : Заказник) est une aire protégée de Russie ou d'un pays de l'ex-URSS, qui peut également être nommée rezervatsia (en russe : резервация) en Biélorussie. La protection peut porter sur l'ensemble de l'aire ou sur certaines parties seulement quand la configuration est complexe : uniquement les plantes ou uniquement la faune ou encore une seule espèce individuellement par exemple. Elle peut encore porter sur des monuments historiques, des mémoriaux ou des emplacements intéressants pour la géologie. La signification du terme diffère de celle de zapovednik, qui désigne des zones strictement protégées et dont l'accès au public est restreint. 